# Третьяковський район
Третьяко́вський район (рос. Третьяковский район) — район у складі Алтайського краю Російської Федерації.
Адміністративний центр — село Староалейське.

## Історія
Район утворений 1944 року.

## Населення
Населення — 12191 особа (2019; 14197 в 2010, 16787 у 2002).

## Адміністративний поділ
Район адміністративно поділяється на 9 сільських поселень (сільрад):
| Поселення                    | Площа, км² | Населення, осіб (2002) | Населення, осіб (2010) | Населення, осіб (2019) | Центр          | Населені пункти |
| ---------------------------- | ---------- | ---------------------- | ---------------------- | ---------------------- | -------------- | --------------- |
| Єкатерининська сільська рада | 182,33     | 1702                   | 1537                   | 1329                   | Єкатерининське | 3               |
| Корболіхинська сільська рада | 143,96     | 1664                   | 1360                   | 1160                   | Корболіха      | 2               |
| Новоалейська сільська рада   | 545,19     | 1160                   | 820                    | 668                    | Новоалейське   | 3               |
| Первокаменська сільська рада | 125,47     | 1004                   | 684                    | 537                    | Первокаменка   | 1               |
| Плосківська сільська рада    | 180,09     | 910                    | 805                    | 698                    | Плоске         | 2               |
| Садова сільська рада         | 94,84      | 1347                   | 1175                   | 1031                   | Садовий        | 2               |
| Староалейська сільська рада  | 141,78     | 5204                   | 4876                   | 4428                   | Староалейське  | 2               |
| Третьяковська сільська рада  | 240,94     | 2756                   | 2213                   | 1750                   | Третьяково     | 4               |
| Шипуніхинська сільська рада  | 343,58     | 1040                   | 727                    | 590                    | Шипуніха       | 4               |

- 2010 року ліквідовані Михайловська сільська рада та Первомайська сільська рада, їхні території увійшли до складу Третьяковської сільської ради[4].

## Найбільші населені пункти
Нижче подано список населених пунктів з чисельністю населенням понад 1000 осіб:
| № | Населений пункт | Населення, осіб (2002) | Населення, осіб (2010) |
| - | --------------- | ---------------------- | ---------------------- |
| 1 | Староалейське   | 5077                   | 4769                   |
| 2 | Корболіха       | 1651                   | 1356                   |
| 3 | Єкатерининське  | 1230                   | 1129                   |